# Armenia na Letnich Igrzyskach Olimpijskich 2020
Armenię na Letnich Igrzyskach Olimpijskich 2020 reprezentowało 17 zawodników: 14 mężczyzn i trzy kobiety. Był to siódmy start reprezentacji na letnich igrzyskach olimpijskich.

## Zdobyte medale[3]
| Medal  | Zawodnik          | Dyscyplina           | Konkurencja                                | Rezultat                                                                  | Data       |
| ------ | ----------------- | -------------------- | ------------------------------------------ | ------------------------------------------------------------------------- | ---------- |
| Srebro | Simon Martirosjan | Podnoszenie cieżarów | kategoria do 109 kg mężczyzn               | 423 kg                                                                    | 3 sierpnia |
| Srebro | Artur Aleksanian  | Zapasy               | kategoria do 97 kg mężczyzn styl klasyczny | W finale uległ reprezentantowi ROC Musa Jewłojew 1:5                      | 3 sierpnia |
| Brąz   | Artur Dawtjan     | Gimnastyka sportowa  | skoki                                      | 14,733 pkt                                                                | 2 sierpnia |
| Brąz   | Howhannes Baczkow | Boks                 | waga lekka mężczyzn                        | w półfinale uległ reprezentantowi Stanów Zjednoczonych Keyshawn Davis 0:5 | 6 sierpnia |

## Skład kadry

### Boks
| Zawodnik           | Konkurencja           | 1/16             | 1/8              | Ćwierćfinał      | Półfinał         | Finał            | Finał   | Źródło |
| Zawodnik           | Konkurencja           | Przeciwnik Wynik | Przeciwnik Wynik | Przeciwnik Wynik | Przeciwnik Wynik | Przeciwnik Wynik | Miejsce | Źródło |
| ------------------ | --------------------- | ---------------- | ---------------- | ---------------- | ---------------- | ---------------- | ------- | ------ |
| Koryun Soghomonyan | waga musza mężczyzn   | Yafai P RSC      | NQ               | NQ               | NQ               | NQ               | 17.     | [ 4 ]  |
| Howhannes Baczkow  | waga lekka mężczyzn   | Ryan W 5-0       | Chalabiyev W 4-1 | Nurǵalıuly W 5-0 | Davis P 0-5      | NQ               | brąz    | [ 5 ]  |
| Arman Darchinyan   | waga średnia mężczyzn | Bye              | Csemez W 5-0     | Marcial P KO     | NQ               | NQ               | 5.      | [ 6 ]  |

### Gimnastyka
| Zawodnik      | Konkurencja                 | Kwalifikacje | Kwalifikacje | Finał  | Finał   | Źródło |
| Zawodnik      | Konkurencja                 | Wynik        | Pozycja      | Wynik  | Pozycja | Źródło |
| ------------- | --------------------------- | ------------ | ------------ | ------ | ------- | ------ |
| Artur Dawtjan | ćwiczenia na koniu z łękami | 14,566       | 13.          | NQ     | NQ      | [ 7 ]  |
| Artur Dawtjan | skoki                       | 14,866       | 2.           | 14,733 | brąz    | [ 7 ]  |

### Judo
| Zawodnik              | Konkurencja | 1/16                | 1/8                 | Ćwierćfinał         | Półfinał            | Repasaże            | Finał / 3.miejsce   | Finał / 3.miejsce | Źródła |
| Zawodnik              | Konkurencja | Przeciwniczka Wynik | Przeciwniczka Wynik | Przeciwniczka Wynik | Przeciwniczka Wynik | Przeciwniczka Wynik | Przeciwniczka Wynik | Pozycja           | Źródła |
| --------------------- | ----------- | ------------------- | ------------------- | ------------------- | ------------------- | ------------------- | ------------------- | ----------------- | ------ |
| Ferdinand Karapetyanə | -73 kg (m)  | Smagułow P 00-01    | NQ                  | NQ                  | NQ                  | NQ                  | NQ                  | 17.               | [ 8 ]  |

### Lekkoatletyka
Konkurencje techniczne
| Zawodnik       | Konkurencja  | Kwalifikacje | Kwalifikacje | Finał | Finał   | Źródło |
| Zawodnik       | Konkurencja  | Wynik        | Miejsce      | Wynik | Miejsce | Źródło |
| -------------- | ------------ | ------------ | ------------ | ----- | ------- | ------ |
| Lewon Aghasjan | trójskok (m) | 16,42        | 21.          | NQ    | NQ      | [ 9 ]  |

### Pływanie
| Zawodnik             | Konkurencja        | Eliminacje | Eliminacje | Półfinał | Półfinał | Finał | Finał   | Źródło               |
| Zawodnik             | Konkurencja        | Czas       | Miejsce    | Czas     | Miejsce  | Czas  | Miejsce | Źródło               |
| -------------------- | ------------------ | ---------- | ---------- | -------- | -------- | ----- | ------- | -------------------- |
| Artur Barseghian     | 50 m dowolnym (m)  | 23,14      | 43.        | NQ       | NQ       | NQ    | NQ      | [ 10 ] [ 11 ] [ 12 ] |
| Artur Barseghian     | 100 m dowolnym (m) | 49,78      | 38.        | NQ       | NQ       | NQ    | NQ      | [ 13 ] [ 14 ] [ 15 ] |
| Varsenik Manucharyan | 50 m dowolnym (k)  | 59,18      | 45.        | NQ       | NQ       | NQ    | NQ      | [ 16 ] [ 17 ] [ 18 ] |

### Podnoszenie ciężarów
| Zawodnik          | Konkurencja      | Rwanie | Rwanie  | Podrzut | Podrzut | Razem  | Pozycja | Źródło |
| Zawodnik          | Konkurencja      | Wynik  | Pozycja | Wynik   | Pozycja | Razem  | Pozycja | Źródło |
| ----------------- | ---------------- | ------ | ------- | ------- | ------- | ------ | ------- | ------ |
| Simon Martirosjan | -109 kg mężczyzn | 195 kg | 1.      | 228 kg  | 3.      | 423 kg | srebro  | [ 19 ] |
| Izabiełła Jajlan  | -59 kg kobiet    | 95 kg  | 4.      | 110 kg  | 8.      | 205 kg | 7.      | [ 19 ] |

### Strzelectwo
| Zawodnik          | Konkurencja               | Kwalifikacje | Kwalifikacje | Finał | Finał   | Źródło        |
| Zawodnik          | Konkurencja               | Wynik        | Pozycja      | Wynik | Pozycja | Źródło        |
| ----------------- | ------------------------- | ------------ | ------------ | ----- | ------- | ------------- |
| Elmira Karapetyan | pistolet pneumatyczny (k) | 573-12x      | 18.          | NQ    | NQ      | [ 20 ] [ 21 ] |

### Zapasy
Mężczyźni – styl klasyczny
| Zawodnik          | Konkurencja               | Kwalifikacje     | 1/8                | Ćwierćfinał      | Półfinał         | Repesaż 1        | Finał            | Finał   | Źródło |
| Zawodnik          | Konkurencja               | Przeciwnik Wynik | Przeciwnik Wynik   | Przeciwnik Wynik | Przeciwnik Wynik | Przeciwnik Wynik | Przeciwnik Wynik | Pozycja | Źródło |
| ----------------- | ------------------------- | ---------------- | ------------------ | ---------------- | ---------------- | ---------------- | ---------------- | ------- | ------ |
| Armen Melikian    | -60 kg styl klasyczny (m) | N/A              | Nejati W 5-5       | Tiemirow P 4-8   | NQ               | NQ               | NQ               | 8.      | [ 22 ] |
| Karen Aslanian    | -67 kg styl klasyczny (m) | N/A              | Korpási W 1-1      | Ibrahim P 7-7    | NQ               | NQ               | NQ               | 9.      | [ 23 ] |
| Karapet Czalian   | -77 kg styl klasyczny (m) | N/A              | Berdimuratov W 5-0 | Czechirkin W 2-1 | Machmudow P 2-6  | N/A              | Hüseynov P 1-4   | 5.      | [ 24 ] |
| Artur Aleksanian  | -97 kg styl klasyczny (m) | N/A              | Dżuzupbekow W 4-11 | Savolainen W 5-1 | Saravi W 4-1     | N/A              | Jewłojew P 1-5   | srebro  | [ 25 ] |
| Arsen Harutiunian | -57 kg styl wolny (m)     | N/A              | Bechbajar P 1-6    | NQ               | NQ               | NQ               | NQ               | 13.     | [ 26 ] |
| Wazgen Tewanian   | -65 kg styl wolny (m)     | N/A              | Raszydow P 0-6     | NQ               | NQ               | NQ               | NQ               | 14.     | [ 27 ] |